# Кубок Николаевской области по футболу
Кубок Николаевской области по футболу — областное соревнование украинского футбола среди любительских команд. Первый кубок был розыгран в 1992 году. Проводится под эгидой Федерации футбола Николаевской области.

## Все финалы
| Год   | Обладатель                                         | Финалист                                | Счёт             |
| ----- | -------------------------------------------------- | --------------------------------------- | ---------------- |
| 1939  | «Судостроитель» (Завод им. Марти, Николаев)        | «Колос» (Николаев)                      | 3:1              |
| 1940  | «Судостроитель-2» (Завод им. Марти, Николаев)      | ДКАиФ (Очаков)                          | 4:2              |
| 1946  | «Судостроитель» (Завод им. 61 коммунара, Николаев) |                                         |                  |
| 1948  | «Строитель» (Николаев)                             | «Большевик» (Баштанка)                  |                  |
| 1949  | Команда в/ч 10758 (Николаев)                       | «Большевик» (Очаков)                    | 6:2              |
| 1950  | Команда в/ч 10758 (Николаев)                       | «Спартак» (Новая Одесса)                | 7:0              |
| 1951  | Команда Центрального стадиона (Николаев)           | «Урожай» (Октябрьское)                  | 4:2              |
| 1954  | «Строитель» (Николаев)                             | «Авангард» (Первомайск)                 | 4:1              |
| 1955  | «Авангард» (Сталинский район, ЮТЗ; Николаев)       | «Красное знамя» (в/ч 10758, Первомайск) | 6:0              |
| 1956  | «Авангард» (Завод им. Носенко, Николаев)           | «Строитель» (Николаев)                  | 3:1              |
| 1957  | «Строитель» (Николаев)                             |                                         |                  |
| 1958  | «Строитель» (Николаев)                             |                                         |                  |
| 1959* | «Торпедо» (Николаев) «Вымпел» (Николаев)           |                                         |                  |
| 1960  | «Торпедо» (Николаев)                               | «Вымпел» (Николаев)                     |                  |
| 1961  | «Звезда» (Первомайск)                              | «Авангард» (Николаев)                   | 1:0              |
| 1962  | «Авангард» (Николаев)                              | «Вымпел» (Николаев)                     | 2:1              |
| 1963  | «Торпедо» (Николаев)                               | «Спартак» (Николаевский район)          | 1:0              |
| 1964  | «Вымпел» (Николаев)                                | Первомайск                              | 2:1              |
| 1965  | «Торпедо» (Николаев)                               | «Сокол» (Вознесенск)                    | 4:0              |
| 1966  | «Судостроитель» (Николаев)                         | «Торпедо» (Николаев)                    |                  |
| 1967  | «Зенит» (Николаев)                                 | «Спартак» (Вознесенск)                  | 7:4              |
| 1968  | «Строитель» (Первомайск)                           | «Волна» (Николаев)                      | 5:1*             |
| 1969  | «Волна» (Николаев)                                 | «Торпедо» (Николаев)                    | 1:1, 0:0 пп. 4:1 |
| 1970  | «Судостроитель» (Николаев)                         | «Волна» (Николаев)                      | 1:0              |
| 1971  | «Спартак» (Первомайск)                             | «Торпедо» (Николаев)                    | 3:1              |
| 1972  | «Спартак» (Николаев)                               | «Волна» (Николаев)                      | 3:0              |
| 1973  | «Волна» (Николаев)                                 | «Коммунаровец» (Николаев)               | 0:0 пп.          |
| 1974  | «Торпедо» (Николаев)                               | «Водник» (Николаев)                     | 4:0              |
| 1975  | «Водник» (Николаев)                                | «Океан» (Николаев)                      | 1:1 пп. 7:6      |
| 1976  | «Волна» (Николаев)                                 |                                         |                  |
| 1977  | «Строитель» (Николаев)                             | «Коммунаровец» (Николаев)               | 1:0              |
| 1978  | «Судостроитель» (Николаев)                         | «Фрегат» (Первомайск)                   | неявка «Фрегата» |
| 1979  | «Волна» (Николаев)                                 | «Торпедо» (Николаев)                    | 3:0              |
| 1980  | «Волна» (Николаев)                                 | «Юпитер» (Николаев)                     | 4:1              |
| 1981  | «Волна» (Николаев)                                 | «Юпитер» (Николаев)                     | 7:0              |
| 1982  | «Волна» (Николаев)                                 | «Звезда» (Николаев)                     | 1:0              |
| 1983  | «Волна» (Николаев)                                 | «Водник» (Николаев)                     |                  |
| 1984  | «Волна» (Николаев)                                 | «Водник» (Николаев)                     |                  |
| 1985  | «Звезда» (Николаев)                                | «Волна» (Николаев)                      | 4:3              |
| 1986  | «Волна» (Николаев)                                 | «Водник» (Николаев)                     |                  |
| 1987  | «Волна» (Николаев)                                 | «Водник» (Николаев)                     | 6:1              |
| 1988  | «Волна» (Николаев)                                 | «Искра» (Первомайск)                    | 2:2 пп. 11:10    |
| 1989  | «Маяк» (Очаков)                                    | «Волна» (Николаев)                      | 1:0              |
| 1990  | «Фрегат» (Первомайск)                              | «Водник» (Николаев)                     | 1:0              |
| 1991  | «Волна» (Николаев)                                 | «Сокол» Кульбакино (Николаев)           | 2:0              |
| 1992  | «Олимпия ФК АЭС» (Южноукраинск)                    | «Коммунаровец» (Николаев)               | 3:0              |
| 1993  | «Эвис», ветераны (Николаев)                        | «Олимпия ФК АЭС» (Южноукраинск)         | 3:2              |
| 1994  | «Нива» (Нечаянное)                                 | «Олимпия ФК АЭС» (Южноукраинск)         | 1:0              |
| 1995  | «Олимпия ФК АЭС» (Южноукраинск)                    | «Нива» (Нечаянное)                      | 4:3 д.в.         |
| 1996  | «Гидролизник» (Ольшанское)                         | СК «Первомайск»                         | 0:0 пен. 6:5     |
| 1997  | СК «Первомайск»                                    | «Колос» (Степовое)                      | 2:0              |
| 1998  | СК «Первомайск»                                    | «Возко» (Вознесенск)                    | 5:1, 2:1         |
| 1999  | «Колос» (Степовое)                                 | СК «Первомайск»                         | 5:2, 1:1         |
| 2000  | «Колос» (Степовое)                                 | СК «Николаев-2»                         | 3:0, 1:0         |
| 2001  | «Водник» (Николаев)                                | «Колос» (Степовое)                      | 2:1              |
| 2002  | «Водник» (Николаев)                                | «Колос» (Степовое)                      | 3:2 д.в.         |
| 2003  | «Славия» (Баштанка)                                | «Колос» (Степовое)                      | 2:0              |
| 2004  | «Колос» (Степовое)                                 | «Славия» (Баштанка)                     | 2:1              |
| 2005  | «Колос» (Степовое)                                 | «Славия» (Баштанка)                     | 1:0              |
| 2006  | «Колос» (Степовое)                                 | «Строитель» (Николаев)                  | 1:0 д.в.         |
| 2007  | ФК «Вороновка»                                     | «Торпедо» (Николаев)                    | 4:0              |
| 2008  | ФК «Вороновка»                                     | «Торпедо» (Николаев)                    | 2:2 пен. 4:3     |
| 2009  | ФК «Казанка»                                       | «Варваровка» (Николаев)                 | 4:3              |
| 2010  | «Тепловик» (Южноукраинск)                          | «Торпедо» (Николаев)                    | 2:1              |
| 2011  | «Торпедо» (Николаев)                               | «Тепловик» (Южноукраинск)               | 3:0              |
| 2012  | «Торпедо» (Николаев)                               | «Тепловик» (Южноукраинск)               | 3:0              |
| 2013  | МФК «Первомайск»                                   | «Варваровка» (Николаев)                 | 2:1              |
| 2014  | «Торпедо» (Николаев)                               | «Степовое»                              | 3:1              |
| 2015  | «Автолокомотив» (Южноукраинск)                     | «Первомайск»                            | 1:0              |
| 2016  | ФК Врадиевка                                       | МФК Первомайск                          |                  |